# MÁV VIIa
A MÁV VIIa osztályú gőzmozdonyok kéttengelyes, úgynevezett szertartályos gőztramway mozdonyok voltak. 1893 és 1894 között, összesen két darabot gyártott a Floridsdorfi Mozdonygyár a Brassó–Háromszéki HÉV (röviden BHHÉV) számára.

## Története
A BHHÉV társaság 1893-ban kezdte meg bővíteni vontatójármű állagát. A helyiérdekű vasút az engedélye alapján csak hazai gyártású eszközök beszerzését vállalhatta, de akkoriban a MÁV Gépgyár kapacitásait teljesen lekötötték a MÁV megrendelései. Így miniszteri engedéllyel egy gőztramway mozdonyt vásároltak a osztrák floridsdorfi mozdonygyártól, amelyet 1894-ben egy újabb követett. A floridsdorfi mozdonyokat, mint a gyár 167-es típusú mozdonyait, 858 és 972 gyári számokon gyártották, a szolgálati helyükön Honterus Jánosról „Honterus” és Tatrang településről „Tatrang” nevekkel látták el.
Miután a BHHÉV vasútvonalait 1891-ben államosították, a MÁV pályaszámrendszerében a mozdonyok a VIIa osztályban, az 5101–5102 pályaszámokat kapták. A két VIIa osztályú mozdony jóval nagyobb teljesítményű volt, mint a társaság három (később öt) budapesti gyártású VII osztályú mozdonya, ezért ezeket főként tehervonati szolgálatra osztották be.
A BHHÉV 1897-ben kivált a MÁV-ból, a mozdonyok visszakapták eredeti nevüket. Trianon után a BHHÉV a román állam tulajdonába került CFPBS néven (Căi Ferate Particulare Brașov–Satulung).

## Szerkezete
Az ütközők között 6,61 m hosszúságú, a gőztramway mozdonyoknál szokatlanul nagy, 1,8 m tengelytávolságú mozdonyok kazánjában a 0,81 m² rostélyfelületen eltüzelt szén összesen 36,4 m² fűtőfelületen termelte a viszonylag kis, 12 bar nyomású gőzt. A mozdony hengereinek mérete is igazodott a jármű méreteihez, illetve teljesítményéhez: a gőz hengerfurata 250 mm, a dugattyúlöket 400 mm volt (ezek a méretek közelítően megfeleltek a MÁV X osztályú (későbbi MÁV 20 sorozatú) kis gőzmozdonyok hengerméreteinek). A gőzgép 80 kW (110 lóerő) körüli teljesítményt szolgáltatott, amely elég volt ahhoz, hogy a szén és vízkészlettel kiszerelt 18,7 tonna súlyú mozdony, 100 elegytonnás szerelvényt, 30 km/h sebességgel tudjon vontatni.